# Castianeira brunellii
Castianeira brunellii är en spindelart som beskrevs av Lodovico di Caporiacco 1940. Castianeira brunellii ingår i släktet Castianeira och familjen flinkspindlar.
Artens utbredningsområde är Etiopien. Inga underarter finns listade.